# ディルク7世 (ホラント伯)
ディルク7世（オランダ語：Dirk VII, ? - 1203年11月4日）は、ホラント伯（在位：1190年 - 1203年）。ホラント伯フロリス3世とヘンリー・オブ・スコットランドの娘エイダの長男。

## 生涯
1190年に父フロリス3世が第3回十字軍において死去した後に、ホラント伯位を継承した。
神聖ローマ皇帝ハインリヒ6世はユトレヒト司教領の代わりとして、ディルクにマース川沿いのニッセヴァールトおよびドルトレヒト周辺のグローテ・ヴァールトの船舶業務権を与えた。
1196年にユトレヒトの支配権を獲得したが、翌年、オットー4世の支持を得て選出されたユトレヒト司教ディートリヒ2世に返還しなければならなかった。
第3回十字軍から戻った後、ディルクはフランドル人およびフリース人に支持されていた弟のウィレム1世と衝突した。しかし、ディルクは妃アーデルハイトの助けを借りて、1195年にウィレムとその同盟国を打ち負かした。
1202年、ディルクはブラバント公アンリ1世と対抗するためゲルデルン伯オットー1世と同盟を結んだが、フースデンで捕らえられた。身代金を支払った後にディルクは釈放されたが、南ホラントに対するブラバント伯の封主権、および北ホラントに対するユトレヒト司教の封主権を受け入れなければならなかった。
ディルクはその後まもなく1203年に死去し、ホラント伯領は娘アダが継承した。

## 結婚と子女
1186年にクレーフェ伯ディートリヒ2世（4世）の娘アーデルハイトと結婚し、以下の娘が生まれた。
- アレイド（1186年頃 - 1203年以前） - 1198年にゲルデルン伯オットー1世の息子ハインリヒと婚約
- ペトロニラ（1203年以前没）
- アダ（1188年頃 - 1234/37年） - ホラント女伯、1203年にローン伯ルートヴィヒ2世（1165年頃 - 1218年）と結婚